# Bisquit- og Honningkagefabrik
Bisquit- og Honningkagefabrik er en stumfilm fra 1917 af ukendt instruktør.